# حلوى نبيذ

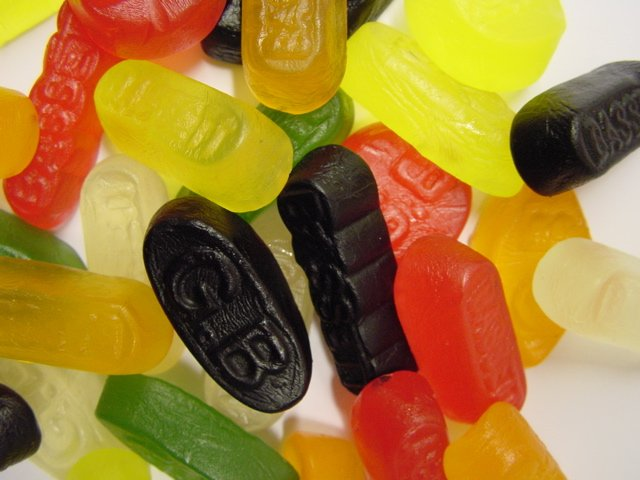
مجموعة متنوعة من حلوى النبيذ الجيلاتينية من نوع باسيتس.

حلوى النبيذ هي حلوى مضيغة متماسكة غليظة القوام نشأت في المملكة المتحدة. تصنع كل شركة حلوى النبيذ الخاصة بها وفقًا لوصفة مختلفة تحتوي على أنواع مختلفة من المُحليات، والنكهات، والمُلونات. يشيع استهلاك حلوى النبيذ في المملكة المتحدة، وأيرلندا، والعديد من دول الكومونولث، بالإضافة إلى عدد من الدول الأوروبية. ومن أشهر مُصنعي هذه الحلوى مايناردز، وباسيتس، ولايون. 
لحلوى النبيذ خمس أشكال تقليدية وهي: الشكل الهلالي، وشكل التاج، والشكل الماسي، والدائري، والمستطيل. وعادة ما تُسمى الحلوى بأسماء أنواع النبيذ، فعلى سبيل المثال، تستخدم شركة مايناردز أسماء بورت، وشيري، وشامبين، وبرجندي، وكلاريه، فيما تفضل شركات أخرى أسماء مثل ريوجا أو ميرلوت أو رُم. ولكن على الرغم من الاسم، عادة ما تخلو حلوى النبيذ من الكحول.